# Sam Hentges
Samuel David Hentges (Shoreview, Minnesota, 18 de julio de 1996), más conocido como Sam Hentges, es un jugador profesional estadounidense de béisbol que se desempeña en la posición de lanzador en Cleveland Guardians, equipo de las Grandes Ligas de Béisbol (MLB).

## Carrera
En 2021, Hentges hizo su debut en la MLB con el equipo Cleveland Guardians, donde lleva jugando cuatro temporadas.